# Dignitatis Humanae
A Dignitatis Humanæ (dignidade humana) é uma declaração sobre a liberdade religiosa, aprovada pelo Concílio Vaticano II e promulgada por Paulo VI no dia 7 de dezembro de 1965. Este documento, aprovado na última sessão do Concílio, versa sobre o direito da pessoa e das comunidades à liberdade social e civil em matéria religiosa. Este documento faz diversas referências às encíclicas Pacem in terris e Mater et magistra, de João XXIII.
O título Dignitatis Humanæ deve-se às duas palavras iniciais do texto original latino, conforme a tradição da Igreja Católica.
DIGNITATIS HUMANAE personae homines hac nostra aetate magis in dies conscii fiunt, atque numerus eorum crescit qui exigunt, ut in agendo homines proprio suo consilio et libertate responsabili fruantur et utantur, non coercitione commoti, sed officii conscientia ducti. Itemque postulant iuridicam delimitationem potestatis publicae, ne fines honestae libertatis et personae et associationum nimis circumscribantur.
Os homens de hoje tornam-se cada vez mais conscientes da DIGNIDADE da pessoa HUMANA e, cada vez em maior número, reivindicam a capacidade de agir segundo a própria convicção e com liberdade responsável, não forçados por coacção mas levados pela consciência do dever. Requerem também que o poder público seja delimitado juridicamente, a fim de que a honesta liberdade das pessoas e das associações não seja restringida mais do que é devido.

## Principais ideias
Através desta declaração conciliar, o Magistério da Igreja Católica mostrou grande "sensibilidade para com os problemas da liberdade e dos direitos do homem", nomeadamente da liberdade religiosa. O documento considera a liberdade religiosa como um "direito da pessoa e das comunidades à liberdade social e civil em matéria religiosa". Ele reconhece ainda que todos estes direitos humanos, incluindo o da liberdade, são inerentes à dignidade inalienável da pessoa humana.